# 福留儀重
福留儀重（1549年—1586年），日本戰國時代至安土桃山時代的武將。長宗我部氏家臣。通稱是隼人佐。土佐田邊島城城主。父親是福留親政。兒子有福留政親。

## 略歷
仕於長宗我部元親，在統一四國時當時活躍，不過長宗我部氏在豐臣秀吉進行四國征伐時被擊敗而降伏。後來在九州征伐中擔任先陣部隊，於豐後的戶次川之戰中大敗，最後與元親的嫡子長宗我部信親等人一同戰死。

## 人物
- 與被稱為的父親親政相比都絕不遜色，土佐的童謠（大蛇也好毒蛇也好都要讓開，（這是）隼人大人的道路阿）就是形容儀重，而在武勇優秀的另一方面，向打破禁酒令的主君元親進行勸諫等，亦顯示出忠義的一面。在隼人神社中與父親一同被祭祀著。